# Carlos Guilherme de Baden-Rodemachern
Carlos Guilherme de Baden-Rodemachern (em alemão:  Karl Wilhelm; 1627 – 1666) foi um nobre alemão, pertencente à Casa de Zähringen, e que foi o último Marquês de Baden-Rodemachern.

## Biografia
Carlos Guilherme era filho do Marquês Hermano Fortunato de Baden-Rodemachern e do seu primeiro casamento com Antónia Isabel (morta a 12 de janeiro de 1635), filha do conde Cristóvão de Criechingen. Apesar de ser o filho mais velho seguiu uma carreira religiosa.
Foi camareiro de Fernando IV, Rei dos Romanos, e cónego na Catedral de Colónia.
Quando o pai morreu, em 1665, Carlos Guilherme sucedeu-lhe como marquês de Baden-Rodemachern mas, no ano seguinte, ele próprio morreu extinguindo-se com ele essa linha cadete. Na altura, o território estava ocupado pela França mas, formalmente, Baden-Rodemachern viria a ser herdado pela linha senior de Baden-Baden.